# اسدآباد (دلفان)
اسدآباد روستایی در دهستان کاکاوند غربی بخش کاکاوند شهرستان دلفان استان لرستان ایران است.

## جمعیت
بر پایه سرشماری عمومی نفوس و مسکن در سال ۱۳۹۵ جمعیت این روستا کمتر از ۳ خانوار بوده‌است.